# 過酸化ストロンチウム
過酸化ストロンチウム（かさんかストロンチウム、英: Strontium peroxide）はストロンチウムの過酸化物で、化学式SrO2で表される無機化合物。酸化剤としての性質を持ち、花火の製造などに用いられる。

## 製造
加熱した酸化ストロンチウムに酸素を作用させて得られる。この場合の加熱温度は過酸化バリウム製造時に比べ低温で済む。加熱により酸化ストロンチウムと酸素とに分解する。低温では反応速度論的に原子スケールでの過酸化反応が抑制されるため、過酸化ストロンチウムの製造は比較的困難である。